# José Rafael Quirós Quirós
José Rafael Quirós Quirós (Llano Grande, Cartago, 1 de mayo de 1955) es un obispo costarricense católico que actualmente se desempeña como Arzobispo de la Arquidiócesis de San José en Costa Rica.

## Biografía

### Primeros años y formación
Nació el 1 de mayo de 1955 en Llano Grande de Cartago, entonces pertenecía a la Arquidiócesis de San José, ahora Diócesis de Cartago.
Realizó los estudios de Primaria durante los años de 1962 a 1967 en la Escuela Mixta de Llano Grande, y los de Secundaria durante los años de 1968 a 1972 en el Seminario Menor de Tres Ríos.
Realizó sus estudios Superiores en Filosofía y Teología durante los años de 1973 a 1980 en el Seminario Central  de Costa Rica.

### Sacerdocio
Fue ordenado Sacerdote  el 5 de marzo de 1981 en la Catedral Metropolitana de San José.
Obtuvo la Licenciatura en Derecho Canónico en la Pontificia Universidad Gregoriana de Roma entre 1982 a 1984.
Durante su ministerio sacerdotal desempeñó los siguientes oficios:
- Vicario parroquial de la Parroquia de Santa Teresita del Niño Jesús en San José (1981-1982).
- Vicario parroquial de la Parroquia El Carmen, San José (1984-1985)
- Formador del Seminario Central de Costa Rica (1986-1989)
- Miembro de la Comisión Central del V Sínodo Arquidiocesano (1984). Participó en las sesiones conclusivas del V Sínodo Arquidiocesano como miembro de la comisión redactora (1984)
- Juez del Tribunal Eclesiástico (1985).
- Profesor de Derecho Canónico en el Seminario Central de Costa Rica (1985-1993).
- Profesor de Derecho Canónico en la Universidad Católica Anselmo Llorente y Lafuente (1993-2002).
- Vicario judicial adjunto del Tribunal Eclesiástico Provincial de Costa Rica (1985-1989).
- Vicario judicial del Tribunal Eclesiástico de Costa Rica (1989-2002)
- Capellán de la Fuerza Pública (1995-1997).
- Residente colaborando en la Iglesia de San Francisco de Heredia (1993-1995).
- Director Ejecutivo del Secretariado de la Conferencia Episcopal (1998-1999).
- Responsable del Centro de Animación Pastoral "Patriarca de San José de Ulloa, Heredia de 1995 a 1999. Participó como perito en el Segundo Sínodo de Alajuela (2000).
- Cura Párroco Parroquia Patriarca San José, Ulloa de Heredia (1999-2002).
- Miembro del Consejo Presbiteral, Colegio de Consultores y Consejo de Asuntos Económicos de la Arquidiócesis (2002-enero 2006).
- Vicario general y moderador de la Curia de la Arquidiócesis de San José (2002 – enero 2006).

## Episcopado

### Obispo de Limón
El 2 de diciembre de 2005, fue nombrado por el Papa Benedicto XVI como segundo Obispo de la Diócesis de Limón. Recibió la Ordenación Episcopal el 22 de febrero de 2006. 

### Arzobispo de San José
El 29 de junio del 2013 asumió como VII Arzobispo de San José hasta la fecha.
En la Conferencia Episcopal ha desempeñado estos servicios:
- Presidente de la Comisión Nacional de Pastoral de Turismo.

- Presidente de la Comisión Nacional de Pastoral Juvenil Presidente de la Comisión Nacional de Comunicaciones
- Tesorero de la Conferencia.

En el CELAM
- Miembro del Departamento de Comunicación y responsable en esta área de la Región de Centroamérica y México (2011-2014).

En agosto de 2022 fue condenado civilmente en primera instancia, junto a la Conferencia Episcopal del país y a la Arquidiócesis, a indemnizar a una víctima de abusos sexuales con 100 000 dólares por haber encubierto al sacerdote pederasta Mauricio Víquez.